# Общественные фонды потребления
Общественные фонды потребления — средства, выделяемые государством на развитие бесплатного образования, здравоохранения, денежные выплаты и пособия, содержание детских учреждений. Через общественные фонды потребления формируется фонд личного потребления, через который государство сближает и выравнивает благосостояние членов общества.

## Определение
Согласно БСЭ общественные фонды потребления — это фонды потребления, часть фонда потребления национального дохода, идущая на удовлетворение потребностей членов общества сверх фонда оплаты труда с целью обеспечения планомерного формирования структуры расходов и потребления населения и более быстрого сближения и выравнивания социально-экономического положения членов общества, социальных групп.

## Характеристика
Общественные фонды потребления — это форма перераспределения национального дохода от общественной собственности для выравнивания возможностей разных групп населения, уменьшения неравенства, создания социальных лифтов и возможностей для реализации личностного потенциала через государственное финансирование образования, науки, здравоохранения, физкультуры и спорта, отдыха и досуга трудящихся, молодёжи и детей, а также социальные выплаты (пособия по нетрудоспособности, по беременности и родам, отпускные). Общественные фонды потребления обеспечивают населению серьёзную часть реальных доходов сверх оплаты труда: в конце 1980-х годов в СССР таким образом трудящиеся получали около 40% ежемесячного дохода дополнительно, не считая расходов государства на строительство жилья, медицинских и образовательных учреждений (400 рублей в год на семью). Начиная с 1950-х годов роль общественных фондов потребления в доходах населения увеличивалась опережающими темпами в сравнении с ростом оплаты труда.